# (7233) Majella
(7233) Majella est un astéroïde de la ceinture principale.

## Description
(7233) Majella est un astéroïde de la ceinture principale. Il fut découvert le 7 mars 1986 à La Silla par Giovanni de Sanctis. Il présente une orbite caractérisée par un demi-grand axe de 2,67 UA, une excentricité de 0,13 et une inclinaison de 12,3° par rapport à l'écliptique.

## Compléments